# Dmitrij Barannik
Dmitrij Petrovič Barannik (in russo Дмитрий Петрович Баранник?; Leningrado, 9 novembre 1963) è un allenatore di calcio ed ex calciatore russo, di ruolo centrocampista.

## Carriera

### Giocatore

#### Club
Barannik iniziò la carriera nello Zenit, per passare poi ai norvegesi del Mjølner. Nel 1995 si trasferì allo Strømsgodset.
Nel 1998 fu ingaggiato dal Lyn Oslo, per cui esordì il 19 aprile, nel pareggio a reti inviolate contro lo Hødd. L'11 maggio andò a segno nel 6-0 inflitto al Raufoss. A fine stagione si ritirò.

### Allenatore
Barannik diventò allenatore dello Hønefoss, nel 2001. Nel 2007, fu tecnico dello Asker.